# The King of Fighters '97
The King of Fighters '97 est un jeu vidéo de combat développé et édité par SNK sur Neo-Geo MVS, Neo-Geo AES et Neo-Geo CD en 1997 (NGM 232),,,. Il fut porté l'année suivante sur PlayStation et Saturn.
Il s'agit du quatrième épisode de la série The King of Fighters.

## Système de jeu
Comparativement aux épisodes précédents, le gameplay se dote de changements notables dont le choix entre les styles de jeu Extra ou Advanced.
Le mode Extra est globalement celui qu'on retrouve dans les éditions '94, '95 et '96. Il permet de charger la jauge de furie manuellement et de les exécuter à volonté quand la barre de vie est presque épuisée. Dans ce dernier cas de figure, une jauge remplie permet de lancer une super furie. Dans ce mode, l'esquive est statique, le personnage reste sur place.
Dans le mode Advanced, la jauge de furie se charge progressivement en donnant et en recevant des coups. Une fois remplie, elle est stockée et peut être employée n'importe quand. Plusieurs "stocks" peuvent être ainsi accumulés. Un mode MAX fait également son apparition : en dépensant un stock, le personnage cause davantage de dégâts pendant un temps limité. Si le joueur y a recours à ce moment, les furies se transforment en super furies. Enfin, l'esquive permet de plonger en avant ou en arrière, ce qui constitue un avantage tactique indéniable.

## Liste des personnages par équipes
- Hero Team
  - Kyo Kusanagi
  - Benimaru Nikaido
  - Goro Daimon
- Fatal Fury Team
  - Terry Bogard
  - Andy Bogard
  - Joe Higashi
- Art of Fighting Team
  - Ryo Sakazaki
  - Robert Garcia
  - Yuri Sakazaki
- Ikari Team
  - Leona Heidern
  - Ralf Jones
  - Clark Still
- Psycho Soldier Team
  - Athena Asamiya
  - Sie Kensou
  - Chin Gentsai
- Women Fighers Team
  - Chizuru Kagura
  - Mai Shiranui
  - King
- Kim Team
  - Kim Kaphwan
  - Choi Bounge
  - Chang Koehan
- New Face Team
  - Yashiro Nanakase
  - Shermie
  - Chris
- '97 Special Team
  - Ryuji Yamazaki
  - Blue Mary
  - Billy Kane
- Personnages solo
  - Iori Yagami
  - Shingo Yabuki
- Personnage caché : '94 Kyo Kusanagi
- Semi bosses
  - Orochi Iori
  - Orochi Leona
  - Orochi Yashiro
  - Orochi Shermie
  - Orochi Chris
- Boss
  - Orochi

## Équipe de développement
- Producteur : Takashi Nishiyama
- Directeur en chef : Toyohisa Tanabe
- Illustrateur : Shinkiro

## Voix
- Kyo Kusanagi : Masahiro Nonaka
- Benimaru Nikaido : Monster Maetsuka
- Goro Daimon : Masaki Usui
- Terry Bogard : Satoshi Hashimoto
- Andy Bogard : Keiichi Nanba
- Joe Higashi : Nobuyuki Hiyama
- Ryo Sakazaki : Masaki Usui
- Robert Garcia : Mantaro Koichi
- Yuri Sakazaki : Kaori Horie
- Leona : Masae Yumi
- Ralf Jones : Monster Maetsuka
- Clark Still : Yoshinori Shima
- Athena alhaja: Yukina Kurisu
- Sie Kensou : Eiji Yano
- Chin Gentsai : Toshikazu Nishimura
- Chizuru Kagura : Akiko Saitou
- Mai Shiranui : Akoya Sogi
- King : Harumi Ikoma
- Kim Kaphwan : Satoshi Hashimoto
- Choi Bounge : Monster Maetsuka
- Chang Koehan : Hiroyuki Arita
- Yashiro Nanakase : Makoto Awane
- Shermie : Hazuki Nishikawa
- Chris : Rio Ogata
- Ryuji Yamazaki : Kouji Ishii
- Blue Mary : Harumi Ikoma
- Billy Kane : Atsushi Yamanishi
- Iori Yagami : Kunihiko Yasui
- Shingo Yabuki : Takehito Koyasu
- Yuki (la petite amie de Kyo) : Tomoko Kojima

## Réédition
- 1998 : PlayStation, Saturn
- 2006 : PlayStation 2, via la compilation The King of Fighters '95-'97 [5]
- 2007 : PlayStation PSN, PlayStation Portable PSN